# Botataung-Pagode

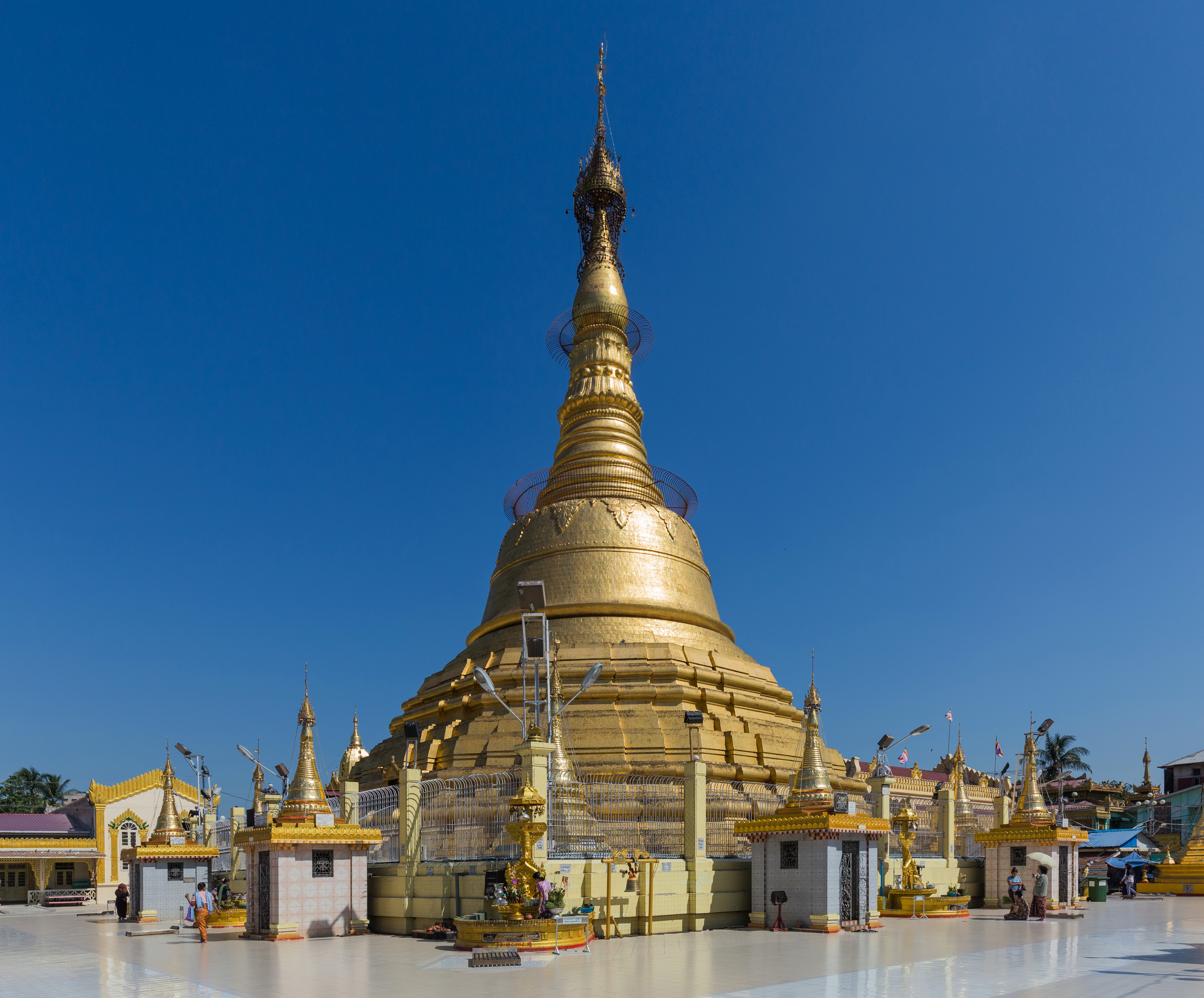
Botataung-Pagode

Die Botataung-Pagode (birmanisch ဗိုလ်တထောင်ဘုရား, sprich: bòtətʰàʊɴ pʰəjá, verdeutscht: 1000 Offiziere, auch Kyaik-de-att-Pagode) ist eine buddhistische Tempelanlage in Yangon in Myanmar.

## Geschichte
Laut Legende bildeten 1000 Offiziere ein Spalier, als vor mehr als 2000 Jahren ein Schiff aus Indien mit Buddha-Reliquien am Standort der Pagode landete. Die erste Pagode an dieser Stelle hatten die Mon vor etwa 2500 Jahren, etwa zeitgleich mit der Shwedagon-Pagode, errichtet.
Im Zweiten Weltkrieg traf eine Bombe der Royal Air Force die Pagode voll und zerstörte sie total. Unmittelbar nach der Unabhängigkeit Myanmars im Jahr 1948 begann der Wiederaufbau der Pagode.

## Beschreibung
Der Hauptstupa ist im Gegensatz zu den meisten anderen Stupas in Myanmar innen hohl und mit Glasmosaiken ausgekleidet. Im innersten Heiligtum wird in einem goldenen Kästchen ein Haar Buddhas aufbewahrt.
Im Tempelbezirk gibt es einen kleinen Teich mit zahlreichen Schildkröten und einen Schrein für die Nats. Gleich nebenan hat der Gläubige die Möglichkeit, Futter für die Schildkröten und Opfergaben für die Nats zu kaufen, um damit je nach Glauben eine gute Tat vollbringen zu können.

## Galerie

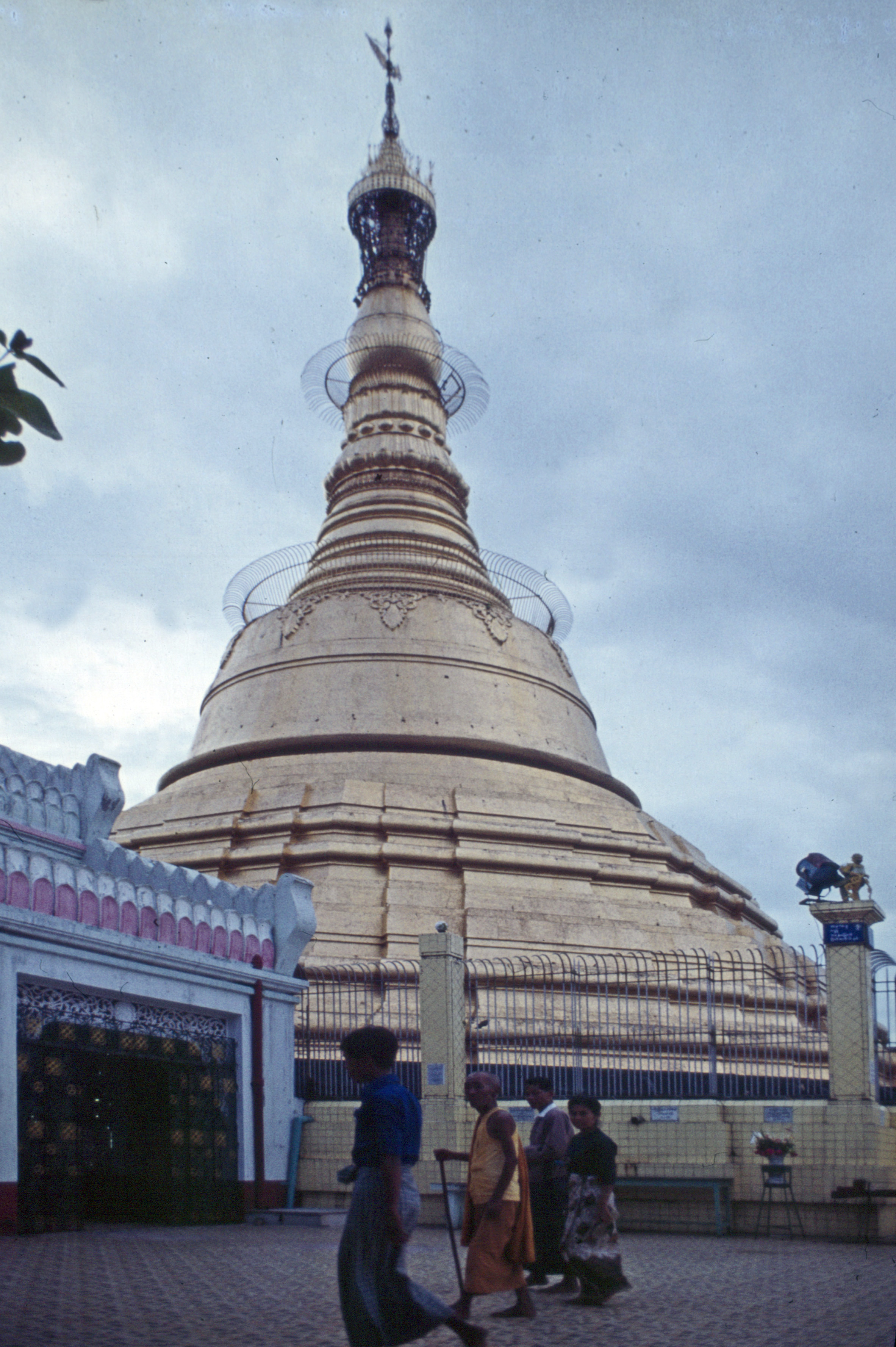
Hauptstupa 1976
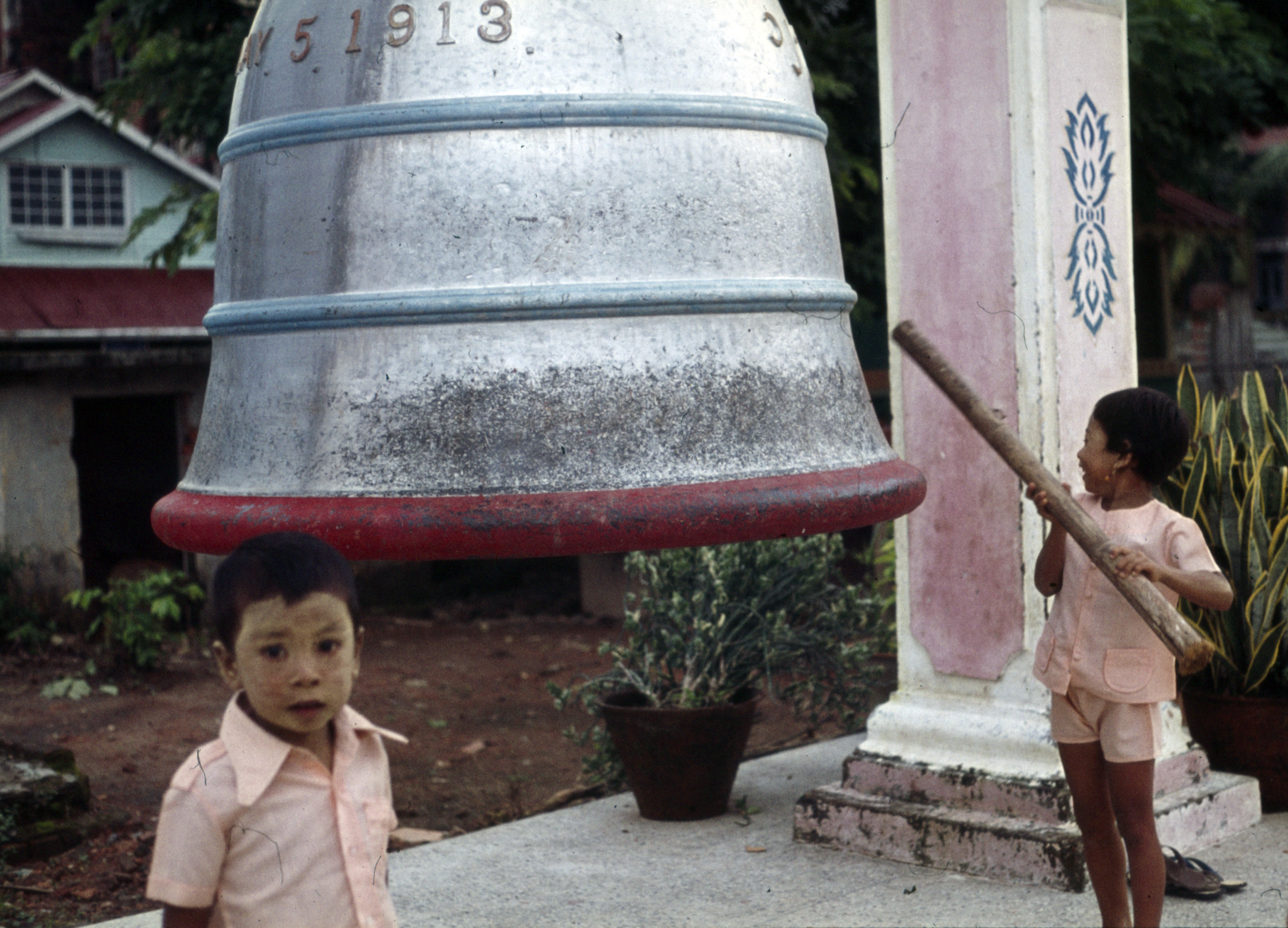
Tempelglocke 1976
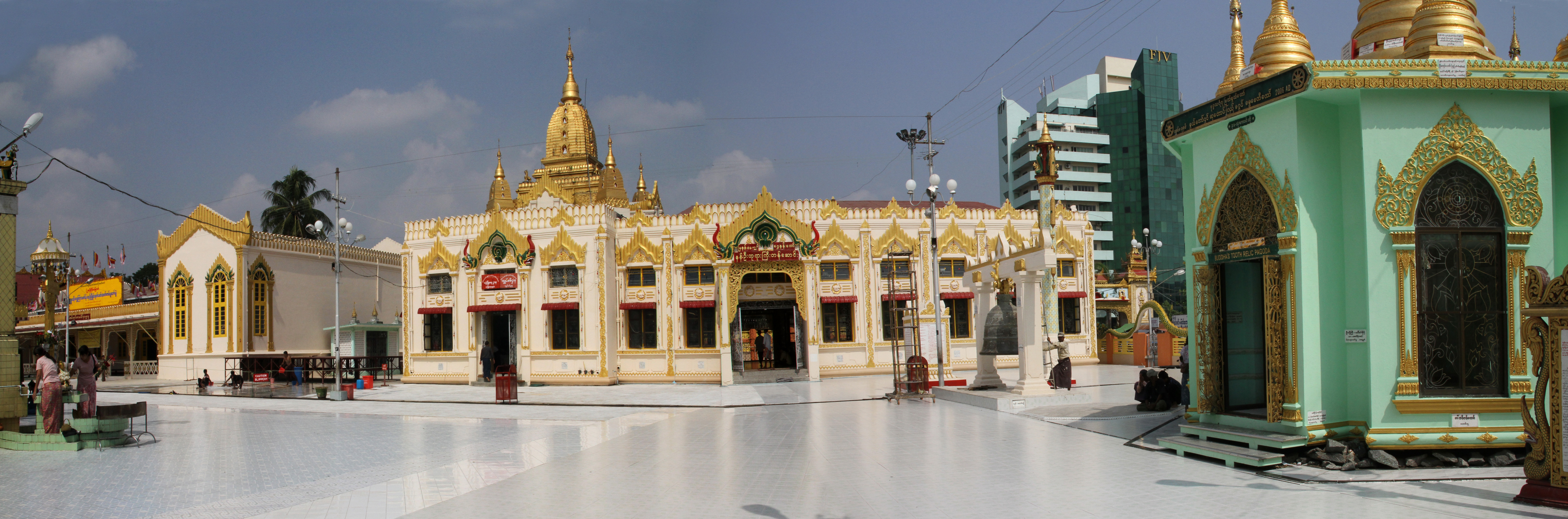
Tempelbezirk
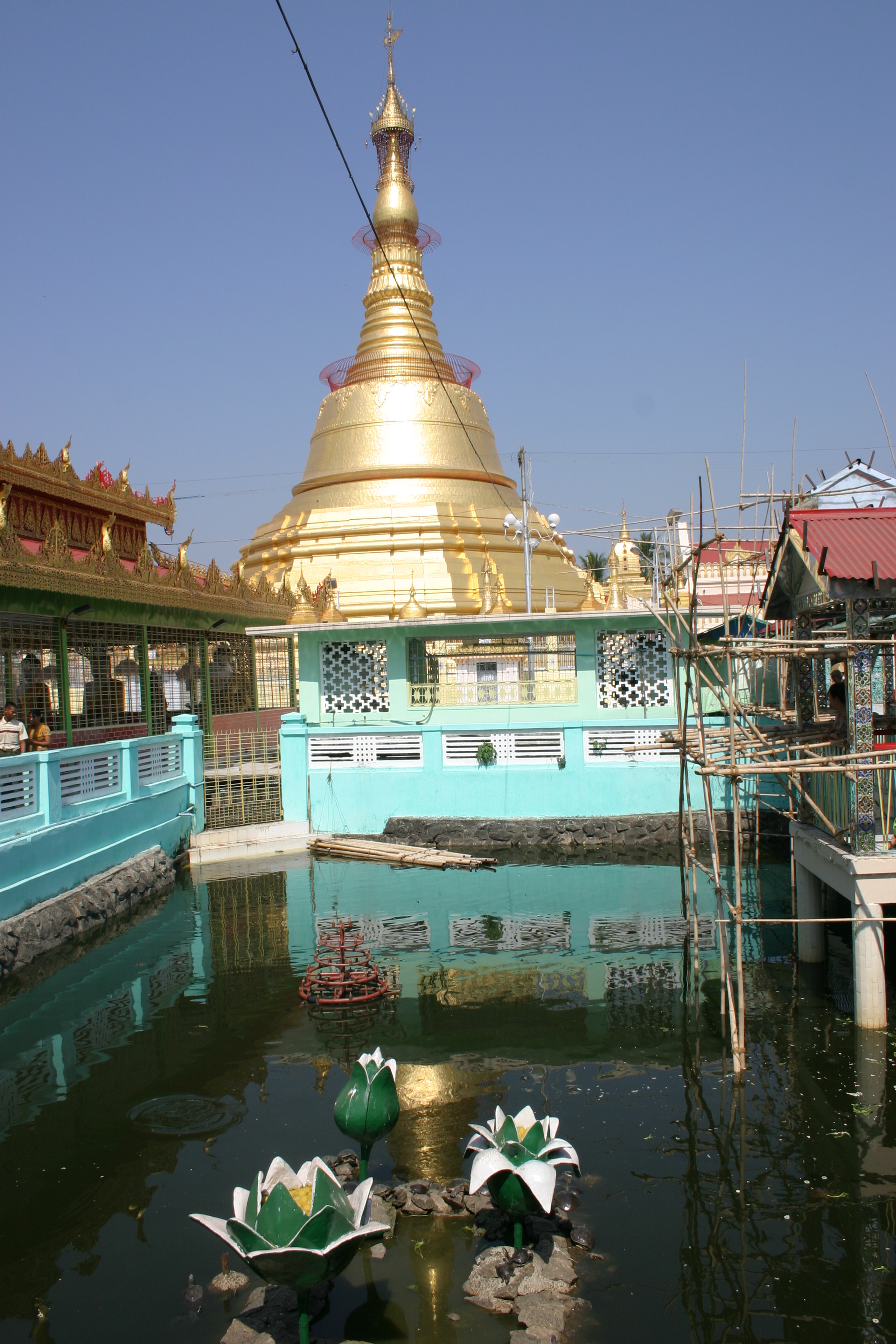
Schildkrötenteich
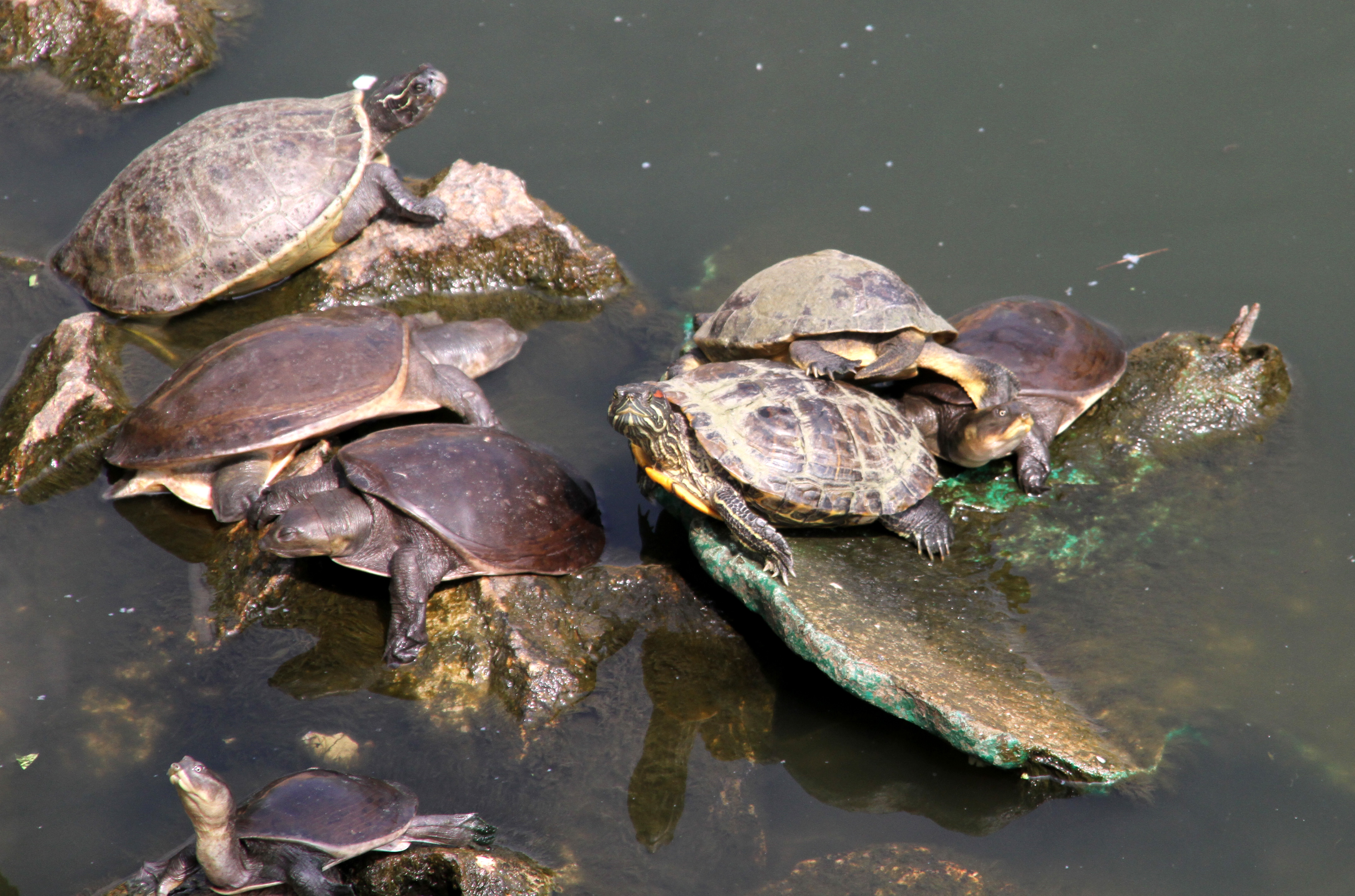
Schildkröten
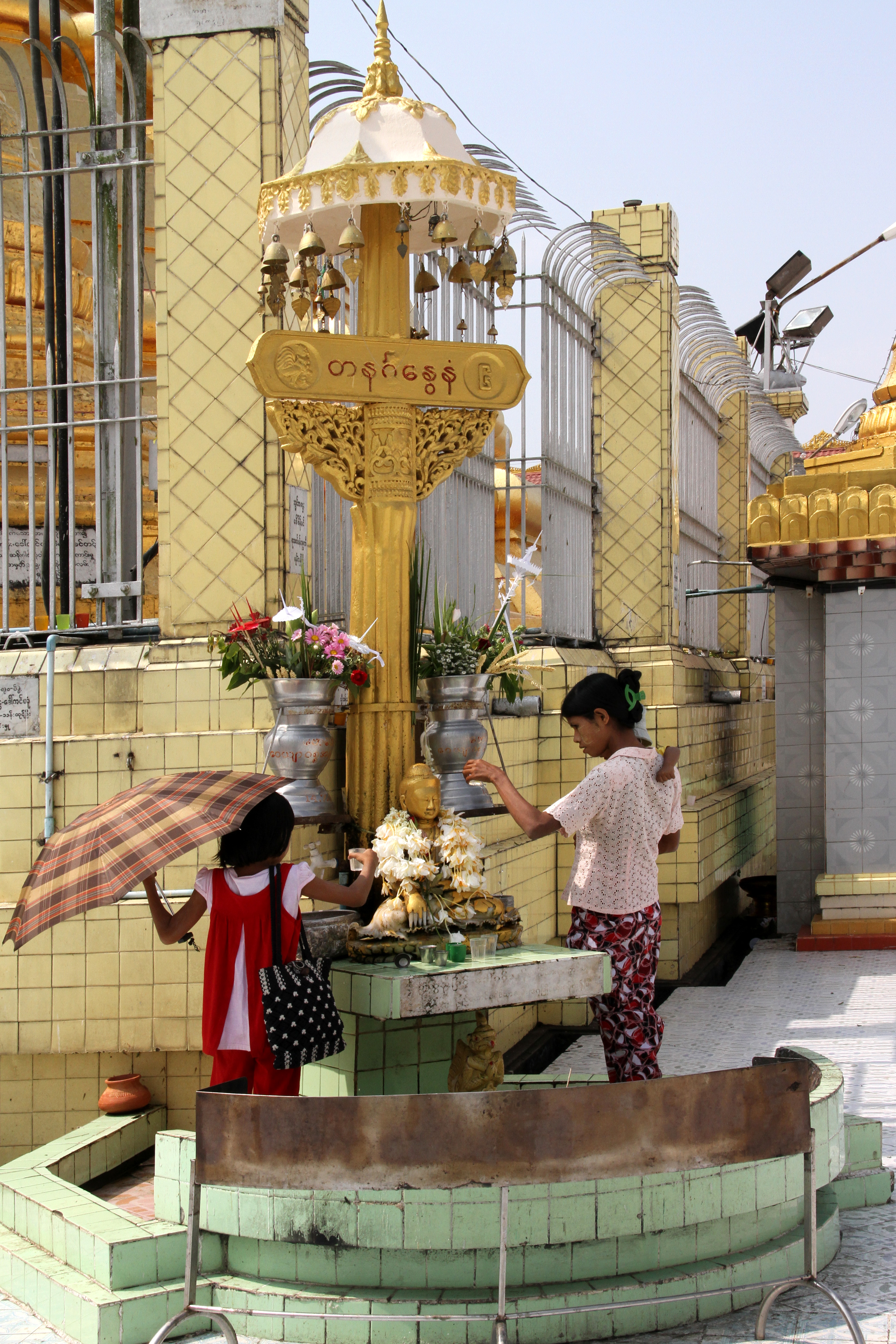
Wochentagsaltar
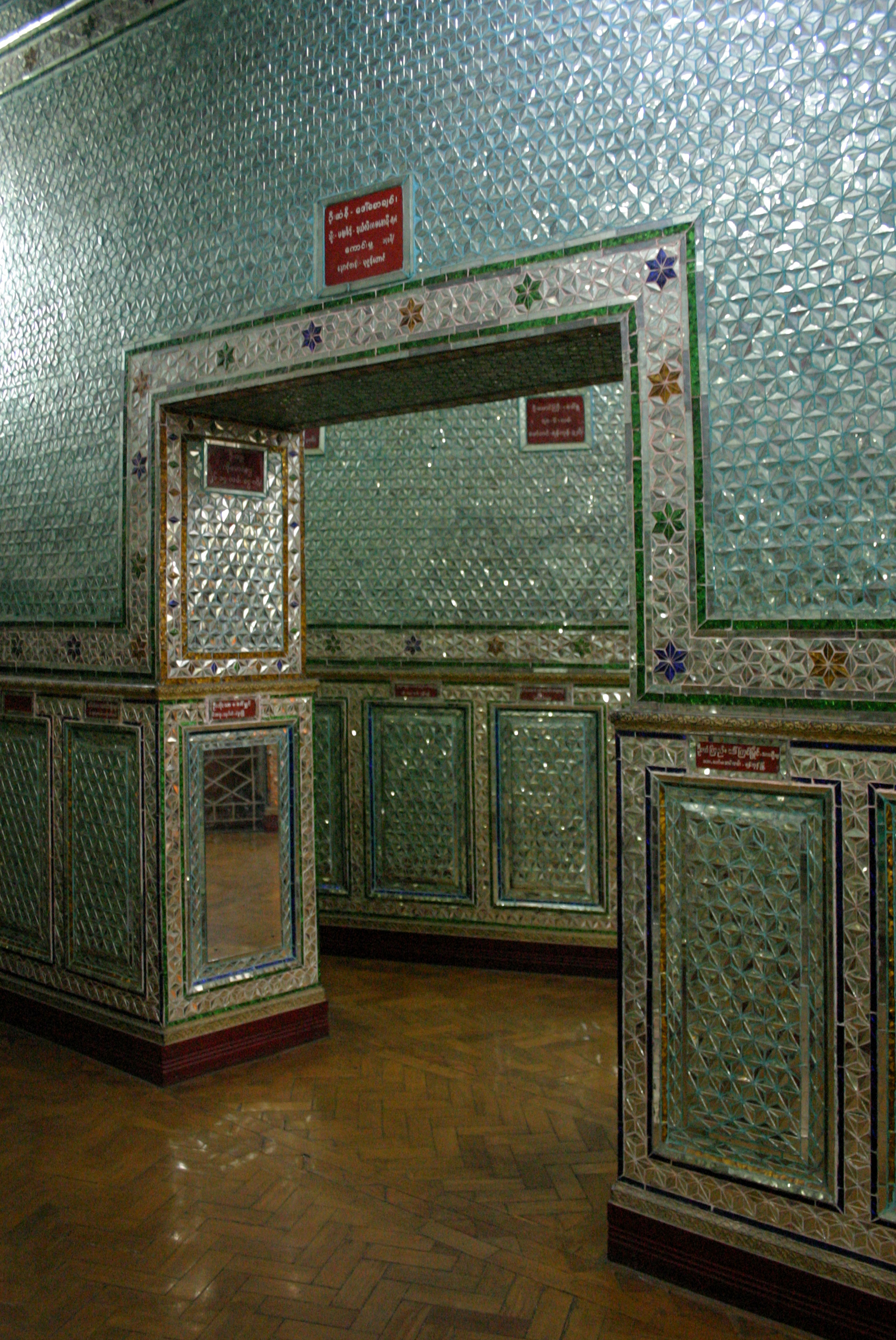
Glasmosaiken
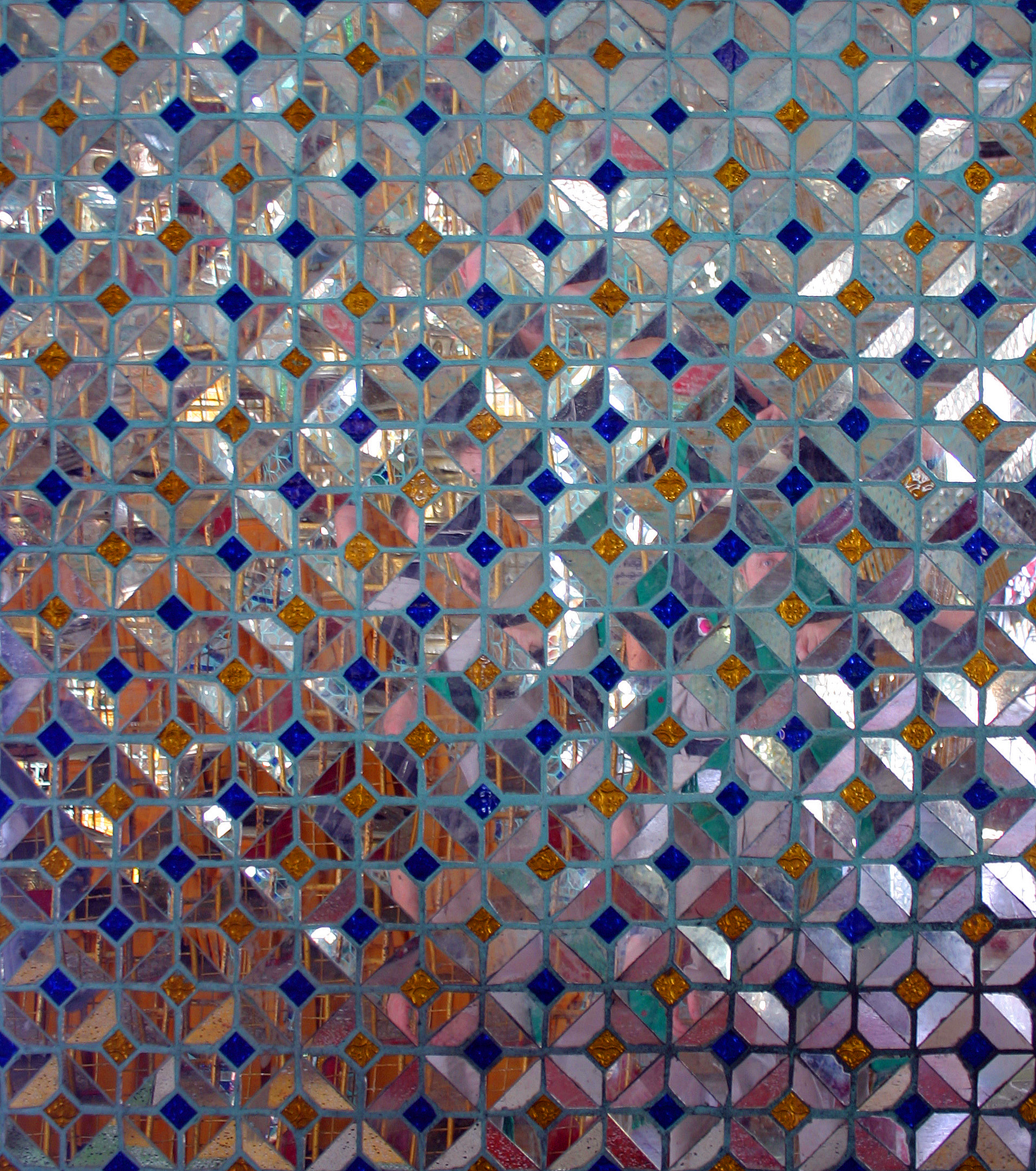
Glasmosaik
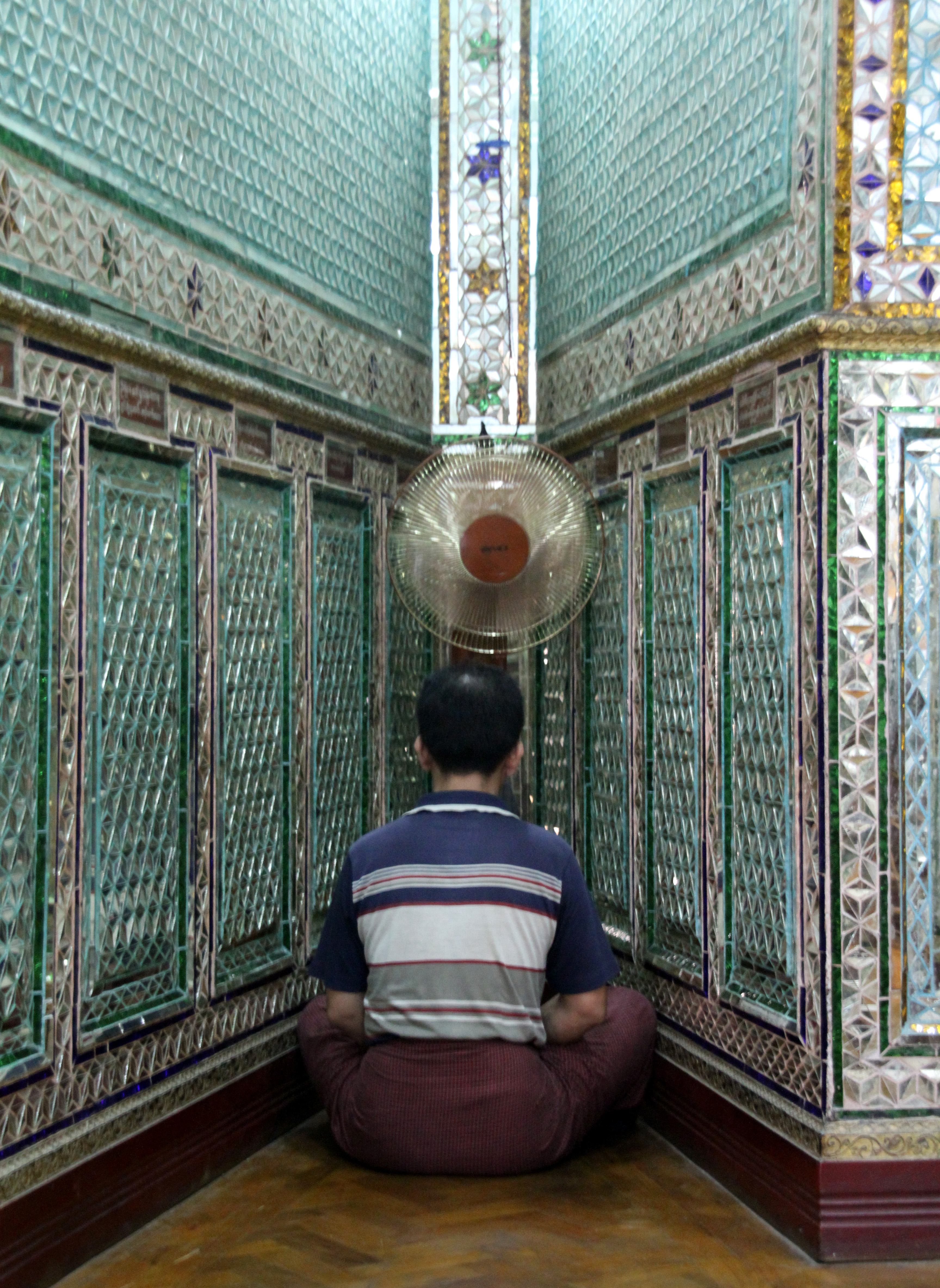
Andacht
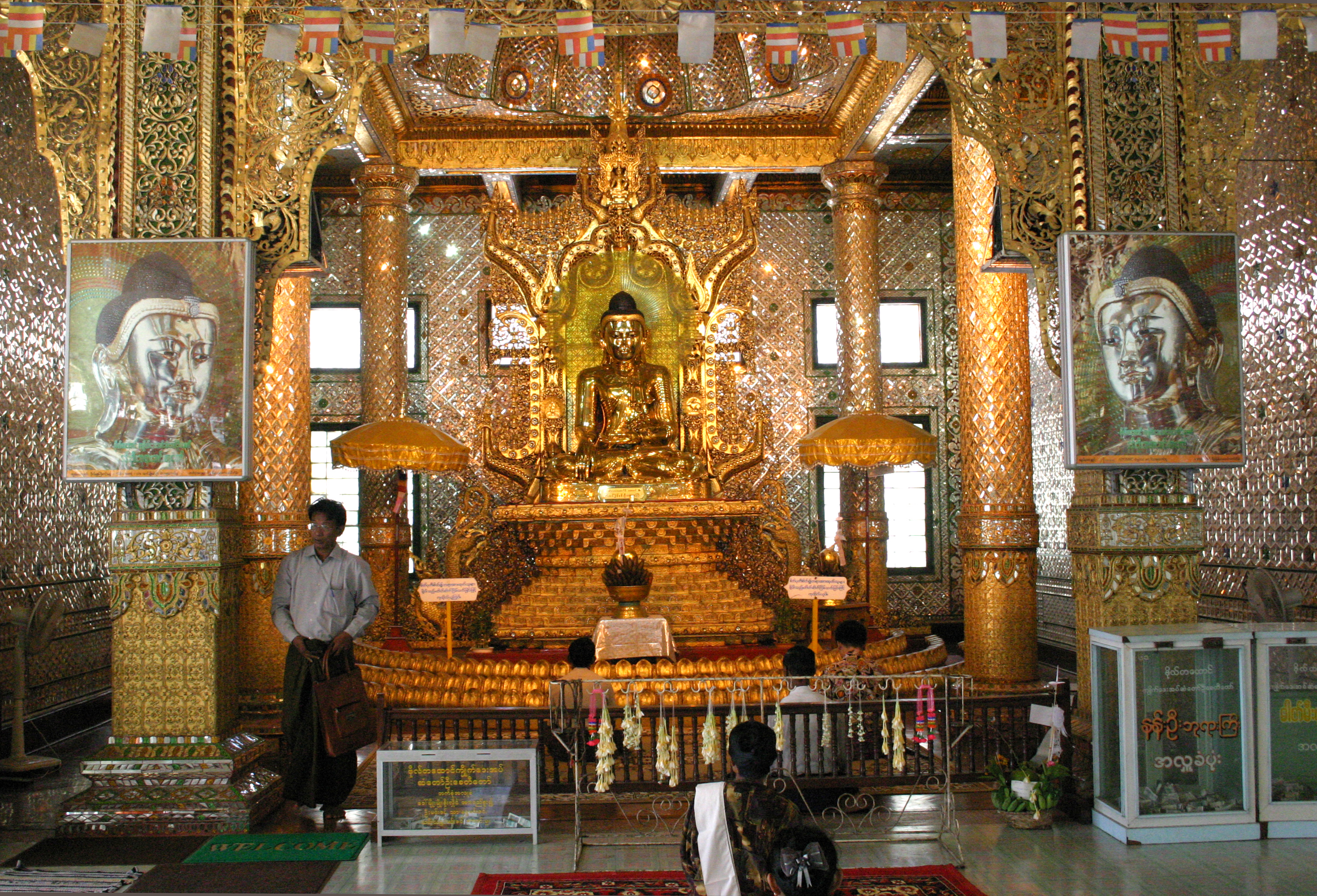
Altar
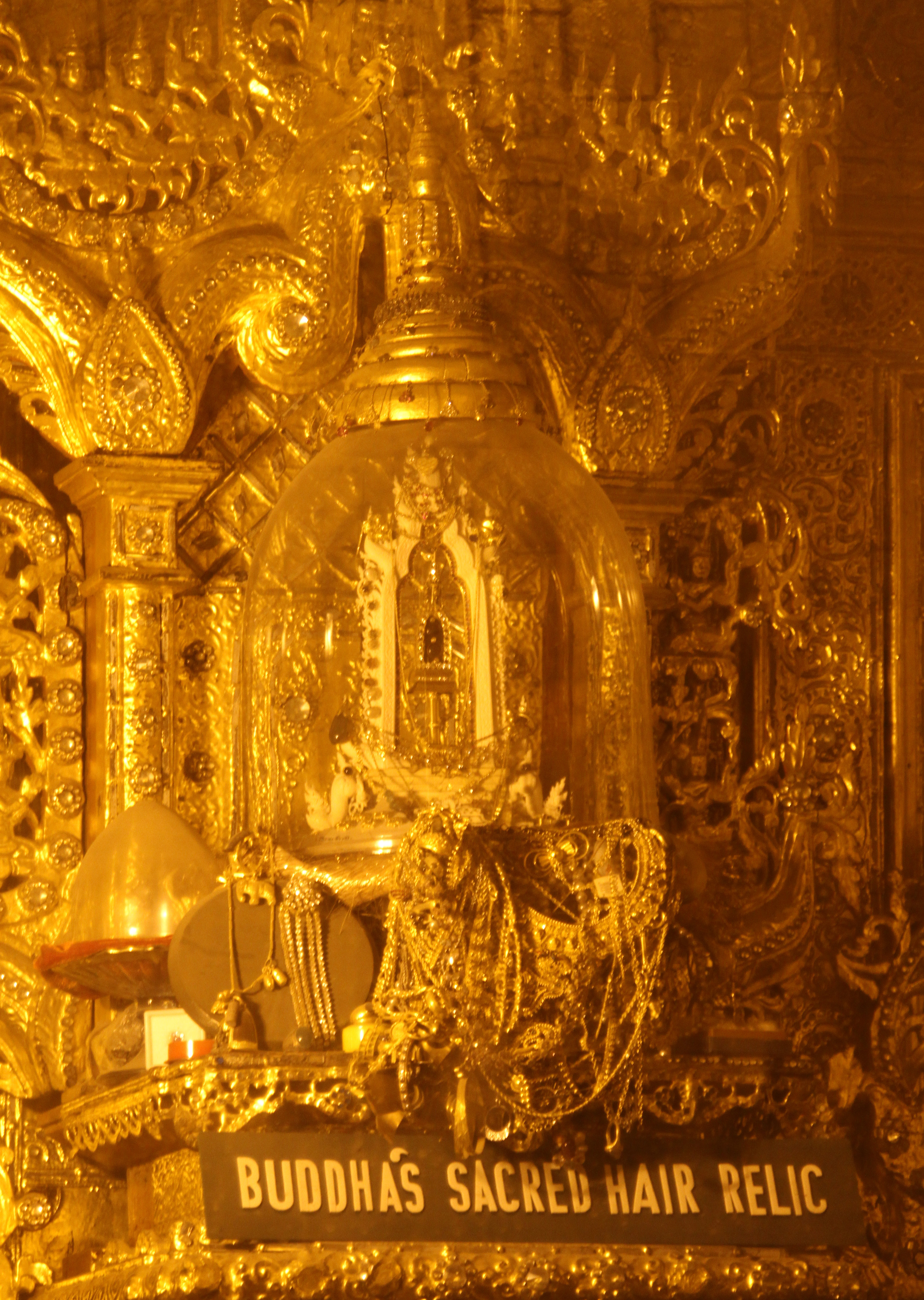
Haarreliquienschrein
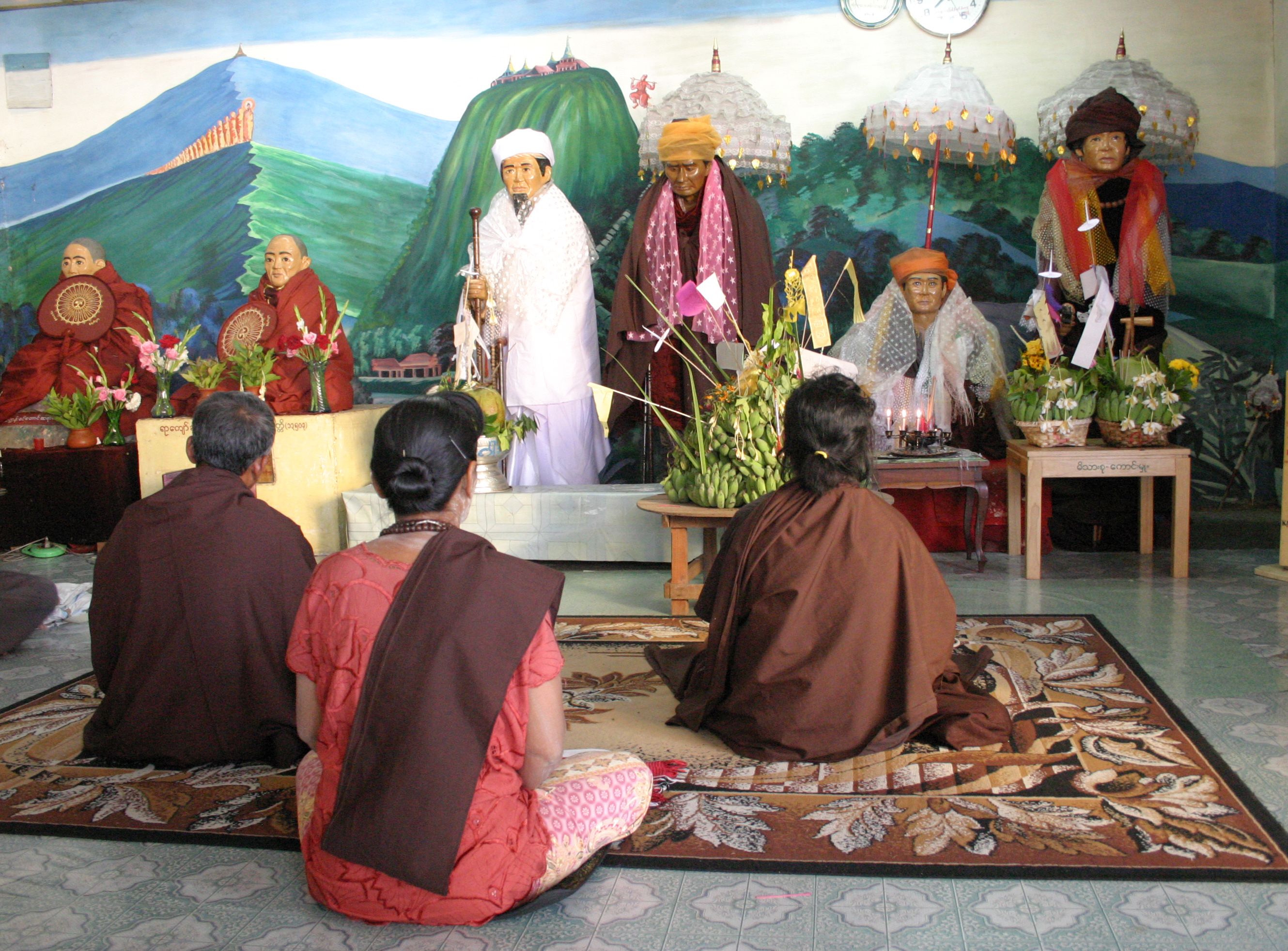
Natschrein
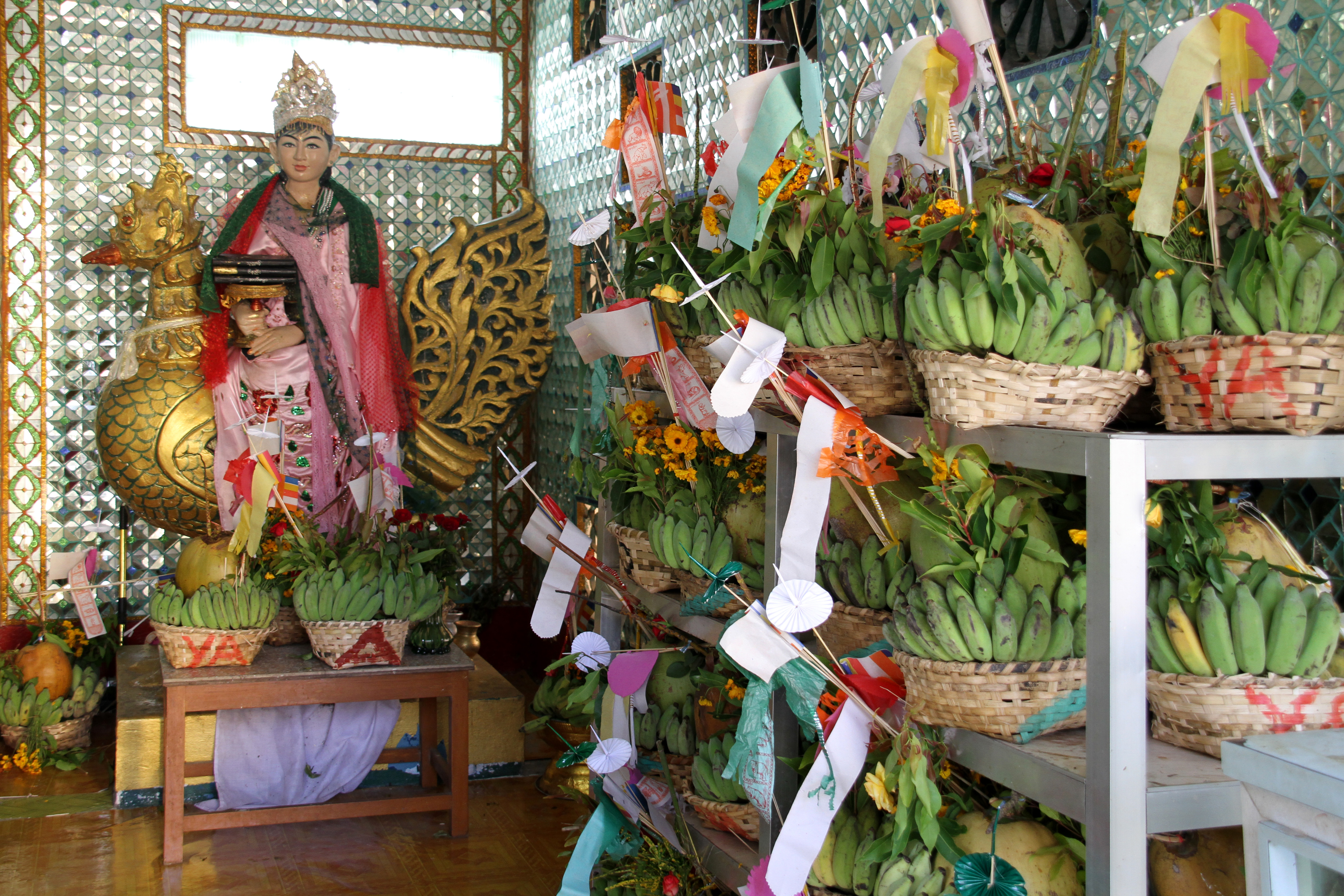
Opfer für Nats
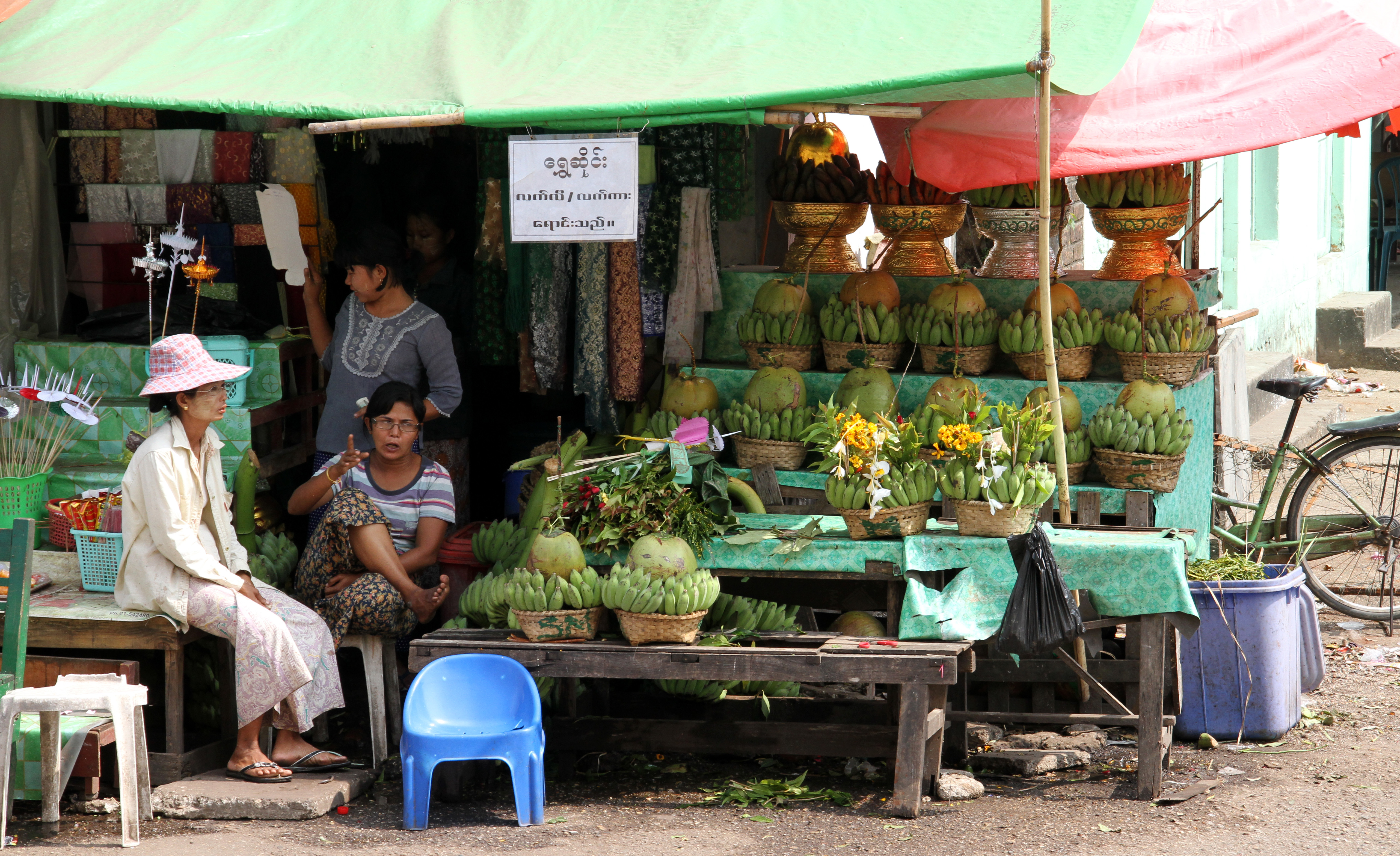
Stand mit Opfergaben